# 李頴欣
李頴欣（Lee Wing Yan, Helen，1997年4月28日—），生於香港，香港女子足球運動員，司職中場，9歲時因為小學校隊選拔而接觸足球，就讀聖芳濟各書院時與鍾貝琪份屬女子足球校隊隊友。
2018年11月13日，她於對伊朗的奧運亞洲區外圍賽取得首個國際A級賽入球，但最終遭對手逼1–1。

## 個人榮譽
- Nike暗煞出獵三人足球賽：香港區、大中華區冠軍 (2018)[4][5]
- 女子足球甲組聯賽：冠軍 (2018-19)

## 外部連結
- 香港足球總會網頁球員註冊資料 （页面存档备份，存于）